# Вільяндімаа
Ві́льяндімаа (ест. Viljandimaa або Viljandi maakond) — повіт в Естонії, розташований у південній частині країни.
Адміністративний центр — місто Вільянді. 
Центральна і західна частина повіту розташовані в межах хвилястої піднесеності Сакала. В межах північно-західної частини розташовується ряд болотяних масивів, об'єднаних в національний парк Соомаа (370 км²).
Вільяндімаа в середні віки був важливим торговим і політичним центром, там розташовані руїни декількох замків.
Уряд повіту очолюється старійшиною, що призначається урядом Естонії строком на п'ять років. На сьогодні старійшиною Вільяндімаа є Каллє Кюттіс.

## Адміністративно-територіальний поділ
З 2017 року, після проведення адміністративної реформи, повіт поділяється на 1 міський муніципалітет: Вільянді та 3 волості: Вільянді, Мулґі, Пиг'я-Сакала

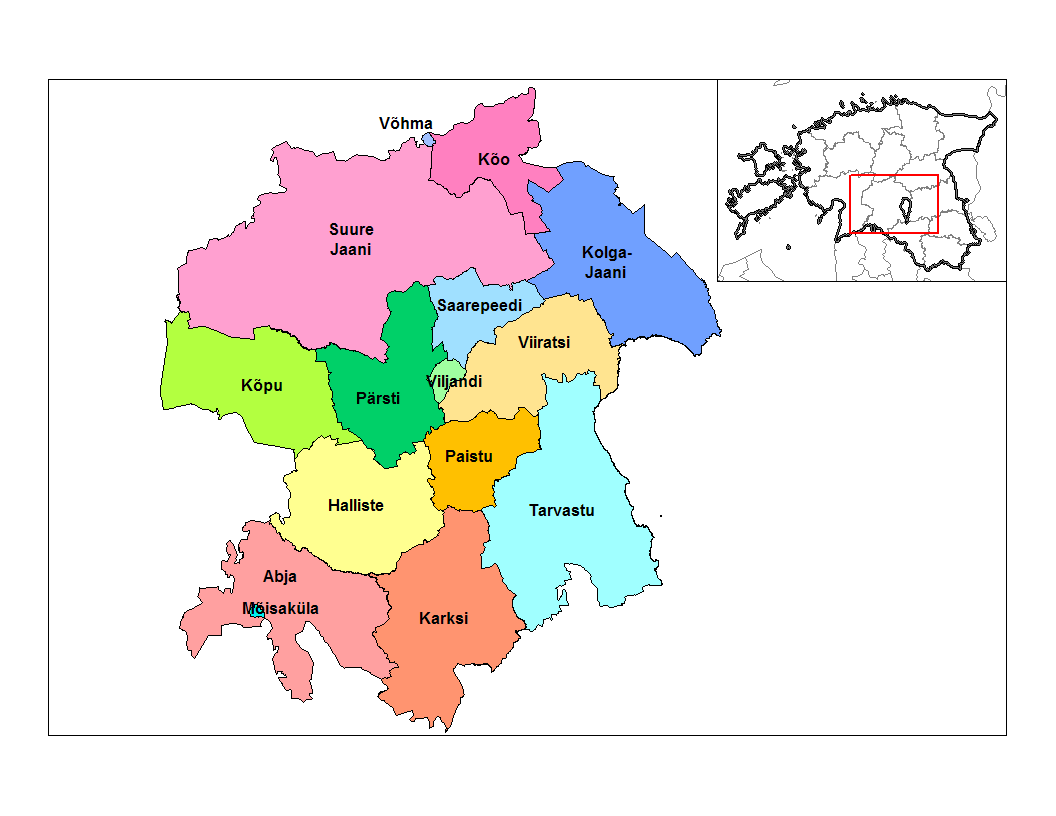
Муніципалітети повіту Вільяндімаа

До реформи 2017 року до складу повіту входило 12 муніципалітетів: 3 міські та 9 волостей.
|                        | Назва      | Назва            | Площа,      | Населення |
| укр.                   | ест.       | км2              | (1.01.2015) |           |
| ---------------------- | ---------- | ---------------- | ----------- | --------- |
| Міські муніципалітети: |            |                  |             |           |
|                        | Вигма      | Võhma linn       | 1,93        | 1285      |
|                        | Вільянді   | Viljandi linn    | 14,57       | 18257     |
|                        | Мийзакюла  | Mõisaküla linn   | 2,20        | 789       |
| Волості:               |            |                  |             |           |
|                        | Аб'я       | Abja vald        | 290,21      | 2061      |
|                        | Вільянді   | Viljandi vald    | 651,00      | 9517      |
|                        | Галлісте   | Halliste vald    | 266,40      | 1395      |
|                        | Карксі     | Karksi vald      | 322,30      | 3113      |
|                        | Кио        | Kõo vald         | 149,50      | 1009      |
|                        | Кипу       | Kõpu vald        | 258,70      | 665       |
|                        | Колґа-Яані | Kolga-Jaani vald | 312,40      | 1307      |
|                        | Сууре-Яані | Suure-Jaani vald | 748,80      | 5105      |
|                        | Тарвасту   | Tarvastu vald    | 409,00      | 3215      |

## Найбільші міста
Міста з населенням понад 2,5 тисяч осіб:
| Назва міста | Населення, осіб (2009) |
| ----------- | ---------------------- |
| Вільянді    | 20021                  |

## Галерея

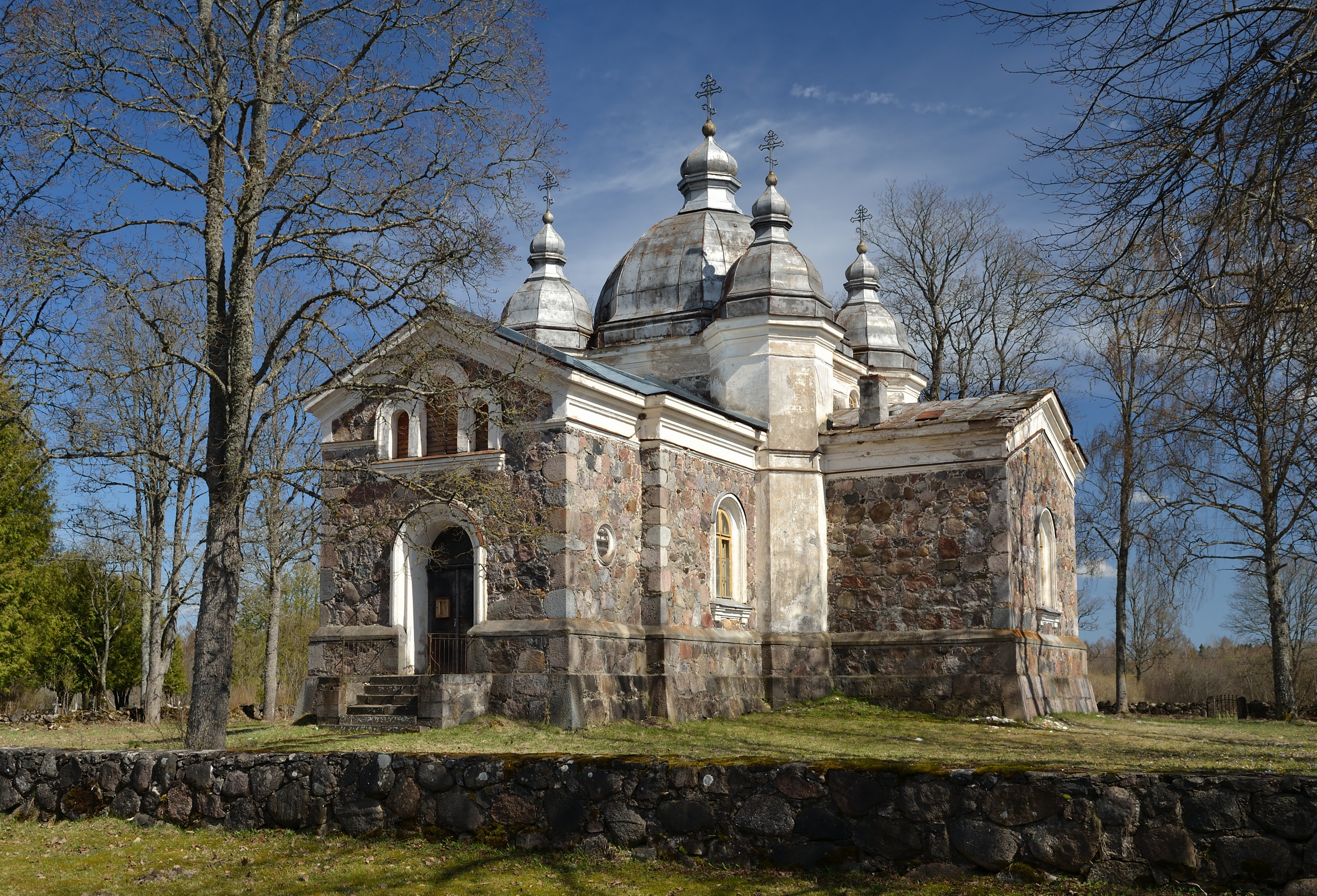
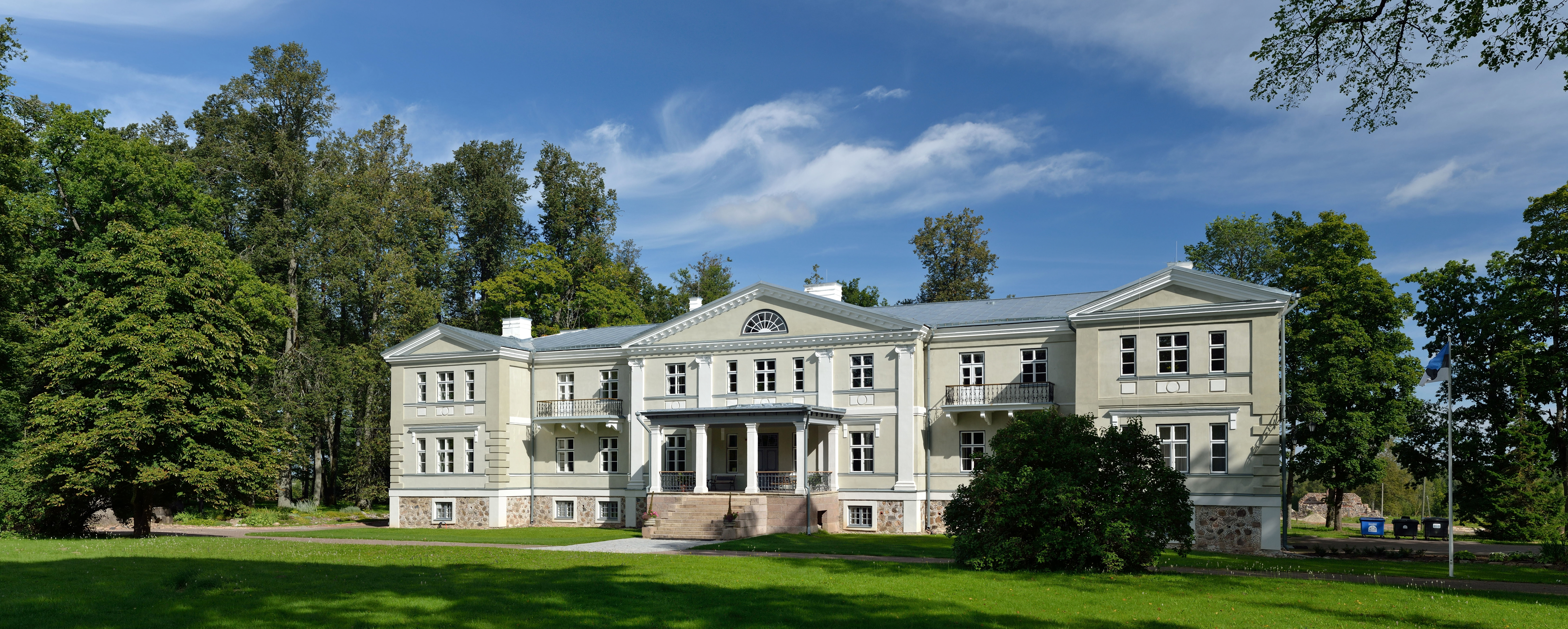
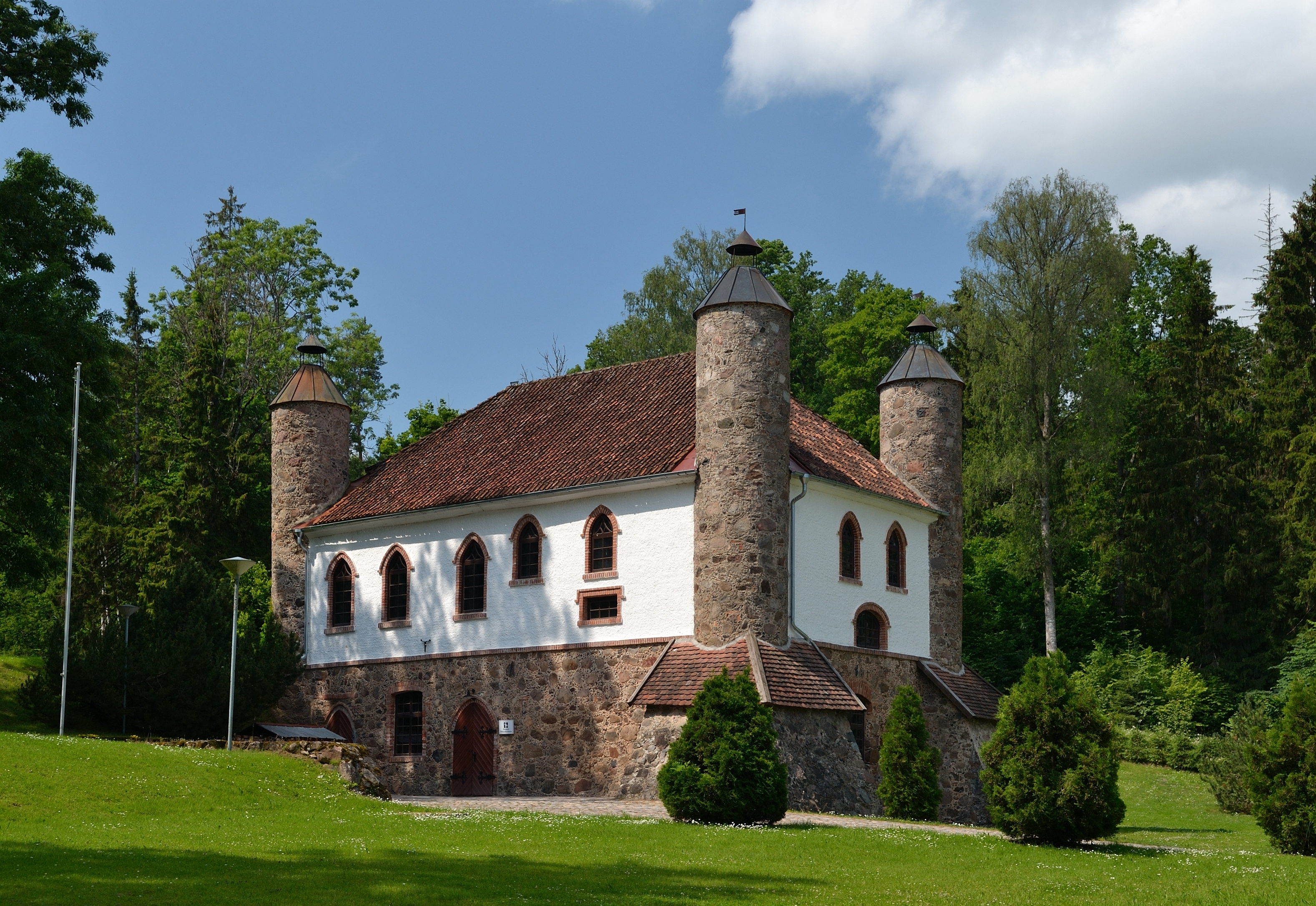
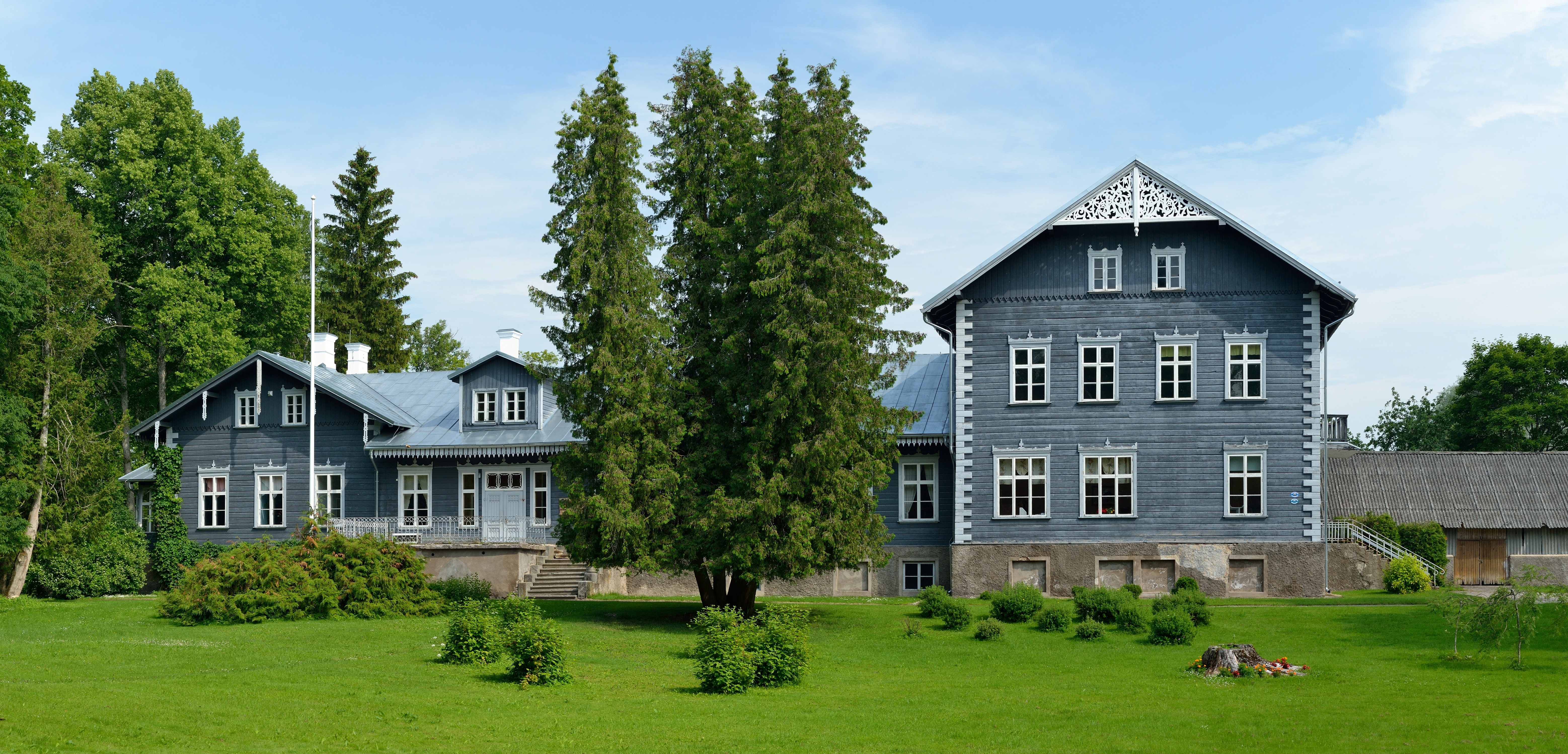